# 三栖村
三栖村（みすむら）は、和歌山県西牟婁郡にかつて存在した村。現在の田辺市中心部の東北東一帯、左会津川の中流域の三栖地区にあたる。

## 地理
- 山岳：衣笠山、浄土山
- 河川：左会津川、小川谷川

## 歴史
- 1889年（明治22年）4月1日 - 町村制の施行により、上三栖村・中三栖村・下三栖村の区域をもって発足。
- 1956年（昭和31年）9月30日 - 中芳養村・上芳養村・秋津川村・上秋津村・長野村と合併して牟婁町が発足。同日三栖村廃止。
- 1964年（昭和39年）10月15日 - 牟婁町が田辺市に編入。
- 2000年（平成12年）8月1日 - 下三栖から城山台が起立[1]。